# Obdulio Trasante
Obdulio Eduardo Trasante, mais conhecido como Trasante (Juan Lacaze, 20 de abril de 1960), é um ex-futebolista uruguaio que atuava como zagueiro.

## Carreira
No Brasil, é mais conhecido por sua passagem pelo Grêmio em 1988. No ano anterior, conquistou a última Taça Libertadores da América do Peñarol. Curiosamente, jogou no Rio Grande do Sul contra um ex-colega daquele elenco aurinegro campeão sul-americano: Diego Aguirre.

## Seleção
Trasante integrou a Seleção Uruguaia de Futebol na Copa América de 1987, sendo campeão.

## Títulos
Uruguai
- Copa América: 1987